# ポポナ
ポポナ（POPONA）はセガのバーチャルYouTuber兼広報キャラクター。イドラ ファンタシースターサーガSNS広報役として作られ、後にVTuberとして昇任される。2020年、『イドラ ファンタシースターサーガ』において白羊騎士団の広報係として実装された。

## 概要
2022年、当ゲームのサービス終了に伴う活動停止をしていたが、ファンタシースターオンライン2ニュージェネシス（NGS）サービス開始を境に「ポポナ@『NGS』オフィシャルVtuber・セガ公式Vtuber」として就任と再始動し、X（旧Twitter）併用で運用される。2023年5月,NGSに限らず、SEGA製ゲームを中心に広報活動も担う。

## 人物

### イドラ ファンタシースターサーガVersion
ポポナの絵の制作はＰＳＯ２イラストチーム。『イドラ ファンタシースターサーガ』Ver.ポポナは、水色の小さいの羽付き帽子を左側の頭に傾けて乗せ、肩まで掛った銀色のゆるふわボブ、紅瞳、右手に鳩のパペット人形ハトスケ、左腕には（SPOKES PERSONの文字入り）水色の腕章、トップスはスカートと上下一体となった群青色と銀色を基調としたノースリーブ、靴は白洋のエンブレムが付けられた群青色と銀色を基調としたブーツの出で立ちでノースリーブや太ももが特徴としたキャラ絵である。2020年5月4日、SNSに初期のラフ画が投稿され公開される。

### NGSVersion
NGSVer.ポポナのメインビジュアルは『イドラ ファンタシースターサーガ』Ver.よりやや子供ぽくなっているが、イドラVer.のイラストを踏襲しバストの体積が増え、近代絵の色彩を取り入れたキャラクターとなっている。

### イドラ ファンタシースターサーガVersion
巨獣「イドラ」を討伐するために結成された「白羊騎士団」広報係の一人。世に「白羊騎士団」と『イドラ ファンタシースターサーガ』の世界を知らめんと右手のパペット人形であり相棒のハトスケともに日夜活動しているとの設定で、性格は素直で好奇心旺盛、一生懸命でノリがいい、ゲーム好き、嫌いは虫、ハト助は毒舌で、困るとポッポー♪と言って誤魔化すとの設定である。

#### インタビューによる中の人柄
ポポナは活動目的としてもとより掲げている「YouTubeでの配信にもっとチカラを入れてイドラを広めていくこと」を挙げつつも「自身が皆さんとお話したいっていうのも大きい」とし、その活動過程で得たイドラユーザーと開催した「酒とつまみを飲食しビンゴゲームをしたオンライン飲み会」が印象に残っているとした。
自身がイドラ内で実装された時は、ステラ・マリー中の人、藤田茜さんも大好きでその憧れのステラと肩を並べて戦えるくらい自身の性能がよく嬉しく感動とした。実装された衣装の中では「ブルーのドレスに花束を持っているアニバーサリーポポナのロウ風分岐後がいちばんのお気に入り衣装」、自分風に言うのであれば「ぎゃんカワ」であるとした。
相棒（自分の分身）のハトスケはイドラの設定だとどこの所属か、ポポナは、「カオスの発言も多いが実はニュートラル」であるとし、イドラ内で持っていきたいものは、「ドラえ●ん！」、「ウォシュレット」を挙げ、プライベートでの一時趣向は、「お風呂やYouTubeで視聴しながらでアイスを食べること、期間限定のりんご味がお気に入り」とした。
このような自由な発言や世界観設定を度外視した内容の列伝が配信できる自身の所属・協力企業に対しては、「SEGAもアプシィもはホワイト企業だと思う」と評価している。

### NGSVersion
SEGAのサポートはあるが配信はプライベートでの配信を行っている。口調は我でよりフランクに接したいとしている。

## 略歴
2018年
- 9月21日 旧Twitterおいてイドラ ファンタシースターサーガ広報係として登場。
- 11月15日「イドラチャンネル」VTuberに就任。以後配信活動。

2022年
- 1月12日『イドラ ファンタシースターサーガ』にサービス終了に伴う活動停止。
- 2月1日『ポポナ@『NGS』オフィシャルVtuber・セガ公式Vtuber』として活動再開。以後配信活動。

2023年
- 5日30日 NGSオフィシャルVtuberと兼任でセガ公式Vtuberに就任を代表取締役から発表される。

2025年
- 2月28日 同年3月31日をもって配信活動を終了することを発表

## コラボ
2019年
- 3月28日 Vカツとコラボを実施しポポナの公式コスチューム「帽子」「洋服」「下着」「アクセサリー」などが配信される。

2023年
- 11月18日～12月28日 富士急ハイランドとコラボを実施しコラボイベントを開催した。